# Amos Meller

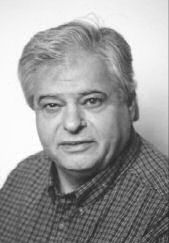
Amos Meller.

Amos Meller (1938 - 23 de enero de 2007) Director de orquesta israelí nacido en el Kibutz Ein Hachoresh en 1938. Compuso el himno de las Naciones Unidas. Durante su carrera ha dirigido muchas orquestas y es internacionalmente conocido. Entre ellas se encuentran las siguientes:
Orquesta filarmónica de:
- China
- Moscú
- San Petersburgo
- Sofía
- Francia
- Amberes
- Honduras
- Cámara orquestal de Inglaterra

En marzo de 2003 se le pidió que dirigiera la Orquesta filarmónica de Beijing y la de Taipéi, fue el primer israelí en dirigirlas.
- Datos: Q1052323
- Multimedia: Amos Meller / Q1052323